# Aulhat-Saint-Privat
Aulhat-Saint-Privat är en kommun i departementet Puy-de-Dôme i regionen Auvergne-Rhône-Alpes i centrala Frankrike. Kommunen ligger i kantonen Issoire som tillhör arrondissementet Issoire. År 2018 hade Aulhat-Saint-Privat 476 invånare.

## Befolkningsutveckling
Antalet invånare i kommunen Aulhat-Saint-Privat
| Referens: INSEE |